# Gao Kegong

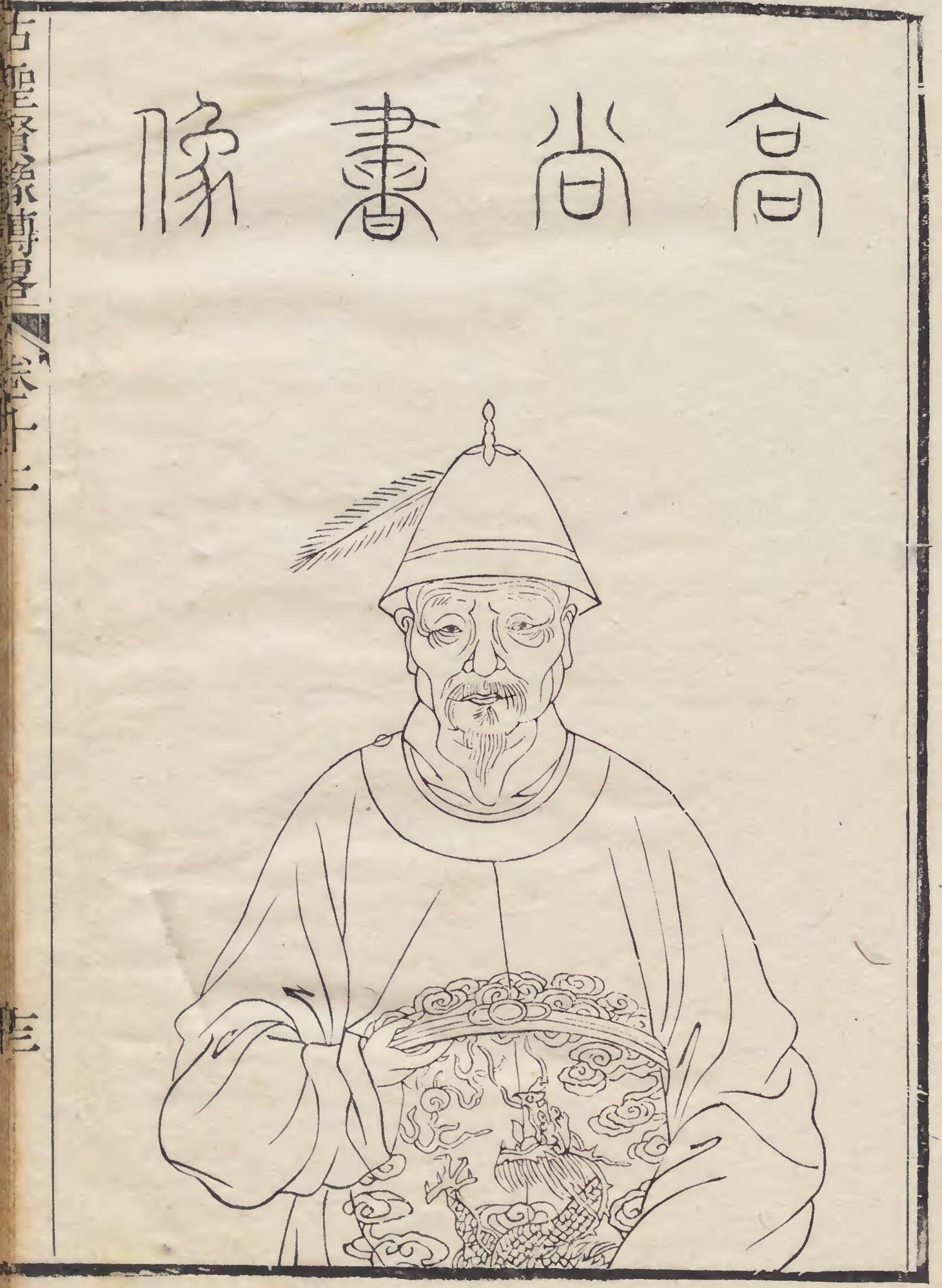
Gao Kegong

Gao Kegong (chinesisch 高克恭, Pinyin Gaō Kègōng; 1248–1310) war ein chinesischer Maler der Yuan-Dynastie, der sich auch auf dem Feld der Dichtung betätigte. Er ist vor allem bekannt für seine Landschaftsmalerei, die realistische Darstellung von Bambus und seine Fertigkeiten im Darstellen von Schwarz-Weiß Kontrasten.
Nachdem Gao Kegong in Turkestan als Sohn einer Han-Familie muslimischer Abstammung geboren wurde, wurde er im Norden Chinas in chinesischer Kultur ausgebildet. Er wurde zudem unter Kublai Khan in hochrangige Positionen am chinesischen Hof erhoben und galt als einer der Brückenbauer zwischen den mongolischen Herrschern und den traditionellen Gesellschaftsschichten Chinas. Gegen Ende seines Lebens wirkte vor allem in Hangzhou im Süden Chinas.
Man geht davon aus, dass Gao Kegongs Malstil für die Koreanische Landschaftsmalerei prägend war und von dortigen Künstlern übernommen wurde.